# Sneller dan het licht
Sneller dan licht (Faster Than Light, FTL, superluminaal) is het transport van informatie, elektromagnetische straling of materie met een snelheid groter dan de lichtsnelheid. Dit concept komt veel voor in sciencefiction, maar wordt in het algemeen als onwaarschijnlijk beschouwd door de wetenschap, vanwege de speciale relativiteitstheorie die dit verbiedt. Volgens de theoretische natuurkunde zijn er echter in principe mogelijkheden om FTL te bereiken.

## Theorie
Binnen de theorie van Einstein is het niet mogelijk dat een voorwerp (of informatie) een snelheid heeft die hoger is dan de lichtsnelheid. Omdat de dichtstbijzijnde sterren, anders dan de zon, op enkele lichtjaren (de afstand die licht aflegt in een jaar) van ons verwijderd zijn, zou een voorwerp sneller dan het licht moeten gaan, om het dichtstbijzijnde planetenstelsel, buiten het zonnestelsel, in een redelijke tijd te bereiken. Ook communicatie op hoogstens de lichtsnelheid met dergelijke regio's is praktisch gesproken onmogelijk. Bovendien zou het behalen van de lichtsnelheid door een voorwerp oneindig veel energie kosten.

## Oplossingen
Er bestaan verscheidene natuurkundige theorieën die het, in theorie althans, mogelijk maken de beperkingen van de lichtsnelheid te omzeilen. De meeste methoden zijn gebaseerd op kromming van ruimte, dan wel het gebruikmaken van bestaande krommingen in (tijd)ruimte. Met de huidige theoretische en technische kennis is nog niet uit te maken of FTL ooit wel of niet te verwezenlijken is. Er zijn veel natuurkundigen die het nu al onmogelijk achten, maar er zijn er ook die het nog te vroeg vinden om dit zo stellig te beweren. Enkele meer serieuze voorbeelden die wellicht in de toekomst bruikbaar zouden kunnen zijn:
- Teleportatie
- Warp
- Wormgaten

Enkele in sciencefiction gebruikte fictieve sneller-dan-licht technieken/apparaten zijn:
- Holtzmanngenerator
- Hyperruimte
- Inter-melkweg-spoel
- Subruimte-/Transwarpcorridors
- De weerwort, een communicatiemiddel uit de werelden van Ursula Le Guin, is door diverse andere schrijvers overgenomen.

Het transgalactisch liftershandboek bevat diverse satirische voortstuwingsmethoden:
- Oneindige-onwaarschijnlijkheidsaandrijving (Infinite improbability drive)
- Bistrometrie-aandrijving (Bistromathic drive)